# 朴琦緖
朴 琦緖（パク・キソ、1948年12月9日 - 2025年7月10日）は、韓国の犯罪者。過去に金九を暗殺したという理由で元軍人の安斗煕を撲殺した。熱烈な金九信奉者で、市民運動家として白凡記念事業会関連活動をしていた。

## 略歴
全羅北道井邑市出身。富川市の市内バス運転手を経てタクシー運転手。
1996年10月23日、1949年に起きた金九暗殺事件の実行犯であった安斗煕を正義棒で死ぬまで殴り続けて殺害した。安の妻は隣の部屋で縛られていたが、無事だった。安斗煕は当時79歳の老齢で43年前に公職から退いて偽名を用いて暮らしていたが、度重なる迫害を経てすでにその偽名を使うのもやめていたため、安の所在は周知の事実だった。朴はカトリック教徒で、殺害後は我に返るとまず神父に告解しその神父に連れられて警察に出頭した。
朴は殺害した動機を、同じく安斗煕の処罰に不満を持っていた作家の權重熙の著書『歴史の審判には時効がない』を読んで感化されたことを挙げ、孔子の論語の一節を引用して殺人を弁明した。また事件前に神父に「安斗煕を自分の手で殺したい」と告白したが、「それが実現したら歴史的なことだ」と言われて勇気づけられたと、後に語っている。
裁判では殺人罪で有罪になるが、1審で懲役7年の求刑で5年の宣告、2審では懲役5年の求刑に3年の宣告で確定した。わずか懲役3年の刑を受けただけだったが、1998年、金大中政権が発足すると三・一運動の記念日に大統領から特別赦免を受けて残りの刑期が消滅した。殺人犯であるにもかかわらず、1年6ヶ月の服役で釈放された。しかし服役した期間は安斗煕よりも長かった。
2004年10月、親日著作裁判に出廷した金完燮を暴行して負傷させているが、この時は逮捕すらされなかった。
2018年、正義棒を植民地歴史博物館に寄贈した。
2025年7月10日0時過ぎ、富川市内の病院で死去。享年77。

## 評価
- 朴はタクシー運転手であるが、韓国においては「安斗熙処断者」として英雄扱いで、「議員」「先生」「義士」などの敬称で呼ばれ、度々、メディアにも登場する。
- 朴に暴行を受けて被害者になった金完燮は、次は「金完燮処断者」として歴史に名を残そうとしているようだと皮肉を述べた。